# Полігаліт
Полігаліт (англ. polyhalite; нім. Polyhalit m) — мінерал, водний сульфат калію, кальцію і магнію острівної будови.
Назва від полі… і грецьк. «гальс» — сіль (Fr.Stromeyer, 1818). Синоніми: ішеліт, маманіт.

## Загальний опис
Хімічна формула: K2Ca2Mg[SO4]4•2H2O.
Містить (%): K2O — 15,62; CaO — 18,6; MgO — 6,69; SO3 — 53,11; H2O — 5,98.
Сингонія триклінна. Пінакоїдальний вид.
Утворює зернисті, волокнисті або листуваті агрегати, волокнисті щільні маси.
Густина 2,78.
Твердість 3,5.
Колір білий до сірого, червоний, жовтий.
Блиск скляний, смолистий. Напівпрозорий.
Гіркий на смак.
Зустрічається у вигляді зерен або прошарків у родовищах солей у Верхній Австрії, Лотарингії (Франція), в Західному Казахстані, США (штат Техас і Нью-Мексико), у Карпатах, а також у продуктах вулканічної діяльності (вулкан Везувій, Італія).

## Видобуток
Єдине родовище полігаліту, яке розробляється промисловим способом, походить із шару гірської породи на глибині понад 1000 м під Північним морем біля узбережжя Північного Йоркшира у Великій Британії. Відкладені 260 мільйонів років тому, поклади полігаліту розташовані на 150—170 м нижче калійного пласта. У 2010 році на руднику «Булбі» розпочато перші роботи з видобутку полігаліту; наразі ця копальня є єдиним у світі виробником полігаліту, який компанія Israel Chemicals продає під торговою маркою «Polysulphate» («Полісульфат»). У 2016 році Sirius Minerals оголосила про плани щодо копальні «Вудсміт», нової полігалітової шахти в цьому районі. У березні 2020 року проект перейшла під контроль Anglo American plc.